# نو فریلز
نو فریلز (انگلیسی: No Frills) یک زنجیره سوپرمارکت‌های تخفیف‌دار کانادایی است که متعلق به لابلو کمپانیز، یکی از شرکت‌های تابعه جرج وستون است. بیش از ۲۰۰ فروشگاه در ۹ استان کانادا وجود دارد.